# Karina Espinosa
Karina Espinosa Oliver (Sincelejo, siglo XX) es una abogada y política colombiana, actual Senadora de la República de Colombia.

## Biografía
Nacida en Sincelejo, es hija del congresista Gabriel Antonio Espinosa Arrieta y hermana del Gobernador de Sucre Héctor Olimpo Espinosa. Estudió Derecho en la Universidad del Rosario, misma universidad de la cual posee especializaciones en Derecho Administrativo y Derecho Tributario; también tiene una especialización en Gerencia de Proyectos de la Universidad de Sucre y una Maestría en Administración de Empresas y Liderazgo de la Universidad CEU San Pablo de Madrid (España).
En el campo público se desempeñó como asesora en la Alcaldía de Sincelejo y del Instituto de Desarrollo Urbano, mientras en el sector privado sirvió como jefe de control disciplinario en la ESE Luis Carlos Galán Sarmiento y Gerente de CDA Checkar SAS.
Durante el primer año de la gestión de su hermano como Gobernador de Sucre, ella sirvió como gestora social del departamento. Afiliada al Partido Liberal, en las elecciones legislativas de Colombia de 2022 resultó elegida Senadora de la República con 120.910 votos.